# Giacomo Mosele
Giacomo Mosele (Asiago, 30 luglio 1925) è un ex fondista italiano.

## Biografia
Nato nel 1925 ad Asiago, in provincia di Vicenza, a 26 anni ha partecipato ai Giochi olimpici di Oslo 1952, nella 18 km, chiudendo 34º con il tempo di 1h10'36".
Ai campionati italiani ha vinto 1 argento nella 50 km nel 1954 e 1 argento nella 18 km nel 1952.
È attualmente (gennaio 2025) il più anziano ex-atleta italiano ad avere partecipato alle Olimpiadi.